# Eleição municipal de Boa Vista em 1992
A eleição municipal de Boa Vista em 1992 ocorreu em 29 de novembro de 1992. O prefeito era Barac Bento, do PFL, que terminaria seu mandato em 1 de janeiro de 1993. Teresa Jucá, do PDS, foi eleita prefeita de Boa Vista pela primeira vez.
Natural de São Manuel, Teresa Jucá é formada pela Faculdade de Turismo do Morumbi, atual Universidade Anhembi Morumbi (UAM) e moradora de Boa Vista desde 1987. Foi eleita deputada federal em 1990 com apoio de seu marido à época, Romero Jucá, que era candidato a governador também pelo PDS. O grupo pedessista fazia oposição ao governador Ottomar Pinto (PTB), e decidiram pelo lançamento de Teresa à prefeitura, tendo como vice a médica Zara Botelho, que havia sido candidata a vice-governadora em 1990.

## Resultado da eleição para prefeito

### Primeiro turno
Foram computados 51.603 votos, sendo 48.664 válidos (94,30%), 1.259 brancos (2,44%) e 1.680 nulos (3,26%).
| Candidatos a prefeito | Candidatos a vice-prefeito | Número | Coligação                                     | Votos recebidos | Percentual |
| --------------------- | -------------------------- | ------ | --------------------------------------------- | --------------- | ---------- |
| Teresa Surita PDS     | Zara Botelho PDS           | 11     | União Municipal (PDS, PRP, PTR, PMDB)         | 20.957          | 43,06%     |
| Alceste Madeira PTB   | Neudo Campos PRN           | 14     | Nova Estrela (PTB, PRN)                       | 18.479          | 37,97%     |
| Salomão Cruz PFL      | - PFL                      | 25     | Boa Vista em Suas Mãos (PFL)                  | 6.277           | 12,90%     |
| Júlio Martins PDT     | - PDT                      | 12     | Sem informações                               | 1.918           | 3,94%      |
| Clidenor Andrade PT   | Marcos Montenegro PT       | 13     | Frente Popular Boa Vista (PT, PCdoB, PPS, PV) | 1.033           | 2,12%      |
| Referências:          |                            |        |                                               |                 |            |